# Stefan Schnabel
Pour les articles homonymes, voir Schnabel.
 (décembre 2014).
Stefan Schnabel est un acteur allemand, né le 2 février 1912 à Berlin (alors Empire allemand), mort le 11 mars 1999 à Tremezzo, hameau de Rogaro (province de Côme, Italie).

## Biographie
Fils du pianiste Artur Schnabel (1882-1951) et de la contralto Therese Behr (1876-1959), Stefan Schnabel fuit le nazisme en 1933 et s'installe avec sa famille en Italie, à Tremezzo (Rogaro).
De 1934 à 1937, membre de la troupe du théâtre Old Vic de Londres, il interprète notamment des pièces de William Shakespeare, dont Macbeth (1934, avec Charles Laughton, Roger Livesey et James Mason), Othello (1935, avec Maurice Evans, Leo Genn et Abraham Sofaer) et Hamlet (1937, avec Alec Guinness et Laurence Olivier). Citons par ailleurs Sainte Jeanne de George Bernard Shaw (1934, avec Maurice Evans, Leo Genn et Abraham Sofaer) et Peer Gynt d'Henrik Ibsen (1936).
Fin 1937, il rejoint à New York la troupe du Mercury Theatre (en) (Broadway) créée par John Houseman et Orson Welles et joue ainsi dans leur première production, Jules César de William Shakespeare (1937-1938, avec Joseph Cotten, George Coulouris et Orson Welles). Par la suite à Broadway, mentionnons La Cerisaie d'Anton Tchekhov (1944, avec Eva Le Gallienne, Carl Benton Reid et Joseph Schildkraut), Un bon patriote (en) de John Osborne (1969, avec Maximilian Schell et Dennis King), ou bien Social Security (en) d'Andrew Bergman (sa dernière pièce à Broadway, 1986-1987, avec Olympia Dukakis, Joanna Gleason et Ron Silver). Signalons en outre deux comédies musicales, la première en 1946, la seconde en 1955-1956.
Au théâtre encore, il se produit aussi Off-Broadway, en tournée aux États-Unis et, après la Seconde Guerre mondiale, en Allemagne.
Toujours aux côtés d'Orson Welles, il participe pour la radio aux adaptations (entre autres) de La Guerre des mondes (1938, avec Ray Collins et Paul Stewart), Le Tour du monde en quatre-vingts jours (1938, avec Arlene Francis), Beau Geste (1939, avec Laurence Olivier et Noah Beery) et Le Comte de Monte-Cristo (1946).
Notons ici que Stefan Schnabel est personnifié par Rhodri Orders dans le film Me and Orson Welles de Richard Linklater (2009).
Hors Welles, il joue notamment en 1947 dans un épisode de la série radiophonique Les Mystères d'Inner Sanctum et, en 1952, dans l'adaptation pour la radio (avec Tallulah Bankhead et Kevin McCarthy) du film Ève de Joseph L. Mankiewicz (1950).
Au cinéma, il apparaît dans trente films, majoritairement américains, le premier étant Voyage au pays de la peur de Norman Foster et Orson Welles (1943, avec Joseph Cotten et Dolores del Río). Mentionnons également Le Rideau de fer de William A. Wellman (son deuxième film, 1948, avec Dana Andrews et Gene Tierney), Houdini le grand magicien de George Marshall (1953, avec Tony Curtis et Janet Leigh), Quinze jours ailleurs de Vincente Minnelli (1962, avec Kirk Douglas et Edward G. Robinson), ainsi que Firefox, l'arme absolue de Clint Eastwood (1982, avec le réalisateur et Freddie Jones, lui-même interprétant Konstantin Tchernenko).
Il collabore aussi à quelques films européens (certains allemands), dont la coproduction franco-italienne Ça va être ta fête de Pierre Montazel (1961, avec Eddie Constantine et Barbara Laage). Son dernier film, autrichien, sort en 1992.
Pour la télévision — américaine et allemande — enfin, Stefan Schnabel contribue à sept téléfilms (1960-1985) et trente-deux séries (1949-1986), dont Tales of the Vikings (trente épisodes, 1959-1960), Les Incorruptibles (un épisode, 1962) et Haine et Passion (rôle récurrent du docteur Stephen Jackson, 1966-1981).
En 1992, il revient dans la maison familiale du hameau de Rogano à Tremezzo, où il meurt à 87 ans, en 1999.

## Théâtre

### Londres (sélection)
(productions du théâtre Old Vic)
- 1934 : Richard II, Macbeth, Beaucoup de bruit pour rien (Mich Ado About Nothing) et Antoine et Cléopâtre (Antony and Cleopatra) de William Shakespeare ; Sainte Jeanne (Saint Joan) de George Bernard Shaw
- 1935 : Jules César (Julius Caesar), La Mégère apprivoisée (The Taming of the Shrew) et Othello de William Shakespeare ; La Commandante Barbara (Major Barbara) de George Bernard Shaw
- 1936 : Richard III de William Shakespeare ; Peer Gynt d'Henrik Ibsen
- 1937 : Hamlet de William Shakespeare

### Broadway (intégrale)
- 1937-1938 : Jules César (Julius Caesar) de William Shakespeare, production de John Houseman et Orson Welles, mise en scène de ce dernier : Metellus Cimber
- 1938 : Le Jour de fête du cordonnier (en) de Thomas Dekker, production de John Houseman et Orson Welles, mise en scène de ce dernier : un skipper hollandais
- 1940 : Glamour Preferred de Florence Ryerson et Colin Clements : Nicholas Jorga
- 1943 : Land of Fame de Mary et Albert Bein : le lieutenant Werner
- 1944 : La Cerisaie (The Cherry Orchard) d'Anton Tchekhov, adaptation d'Irina Skariatina, mise en scène d'Eva Le Gallienne : Ermolaï Alexéïevitch Lopakhine
- 1946 : Around the World, comédie musicale, musique et lyrics de Cole Porter, adaptation et mise en scène d'Orson Welles, d'après Le Tour du monde en quatre-vingts jours de Jules Verne : Avery Jevity / un espion arabe / « Mother » / le sorcier
- 1950 : Now I Lay Me Down to Sleep d'Elaine Ryan, mise en scène de Hume Cronyn : Don Modesto / M. Hufnagel
- 1951 : Idiot's Delight de Robert E. Sherwood, mise en scène de George Schaefer : Dr Waldersee
- 1953 : The Love of Four Colonels de Peter Ustinov, mise en scène de Rex Harrison : le colonel Alexander Ikonenko
- 1955-1956 : Plain and Fancy, comédie musicale, musique d'Albert Hague, lyrics d'Arnold B. Horwitt, livret de Joseph Stein et Will Glickman, mise en scène de Morton DaCosta, décors et costumes de Raoul Pène Du Bois : Papa Yoder
- 1957 : Small War on Murray Hill de Robert E. Sherwood, mise en scène de Garson Kanin, costumes d'Irene Sharaff : le général Comte von Donop
- 1965 : A Very Rich Woman de Ruth Gordon (libre adaptation de la pièce Les Joies de la famille de Philippe Hériat), décors d'Oliver Smith : le superviseur
- 1969 : In the Matter of J. Robert Oppenheimer de Heinar Kipphardt, adaptation de Ruth Speirs : Hans Bethe
- 1969 : Un bon patriote (A Patriot for Me) de John Osborne, mise en scène de Peter Glenville : le général Conrad von Hotzendorf
- 1972 : Enemies de Maxime Gorki, adaptation de Jeremy Brooks et Kitty Hunter-Blair : le général Pechenegov
- 1975 : Little Black Sheep d'Anthony Scully, costumes de Theoni V. Aldredge : Willie Schmidt
- 1979-1980 : Teibele and Her Demon d'Isaac Bashevis Singer et Eve Friedman : le rabbin
- 1986-1987 : Social Security d'Andrew Bergman, mise en scène de Mike Nichols : Maurice Koenig

## Émissions radiophoniques (sélection)
- 1938 : Le Tour du monde en quatre-vingts jours (Around the World in Eighty Days) : Parsee
- 1938 : La Guerre des mondes (The War of the Worlds) : un observateur
- 1939 : Beau Geste
- 1946 : Le Comte de Monte-Cristo (The Count of Monte Cristo)
- 1947 : Les Mystères d'Inner Sanctum (Inner Sanctum Mystery), saison 7, épisode 4 The Silent Hand
- 1952 : Ève (All About Eve) : Max Fabian

## Filmographie partielle

### Cinéma
- 1943 : Voyage au pays de la peur (Journey Into Fear) de Norman Foster et Orson Welles : le commissaire de bord
- 1948 : Le Rideau de fer (The Iron Curtain) de William A. Wellman : le colonel Ilya Ranov
- 1952 : Courrier diplomatique (Diplomatic Courier) d'Henry Hathaway : Rasumny Platov
- 1953 : Houdini le grand magicien (Houdini) de George Marshall : le procureur allemand
- 1957 : The 27th Day de William Asher : le général soviétique
- 1958 : The Mugger de William Berke : Fats Donner
- 1961 : Le Dernier Passage (The Secret Ways) de Phil Karlson : un agent à la frontière
- 1961 : Question 7 de Stuart Rosenberg
- 1961 : Ça va être ta fête de Pierre Montazel : Bragarian
- 1961 : The Big Show de James B. Clark : un avocat
- 1962 : Trahison sur commande (The Counterfeit Traitor) de George Seaton : l'agent de la Gestapo aux funérailles
- 1962 : Freud, passions secrètes (Freud) de John Huston
- 1962 : Quinze jours ailleurs (Two Weeks in Another Town) de Vincente Minnelli : Zeno
- 1963 : Massacre pour un fauve (Rampage) de Phil Karlson : le chef Sakai
- 1963 : Le Vilain Américain (The Ugly American) de George Englund : Andreï Krupitzyn
- 1982 : Firefox, l'arme absolue (Firefox) de Clint Eastwood : Konstantin Tchernenko
- 1983 : Lovesick de Marshall Brickman : Dr Gunnar Bergsen
- 1988 : Dracula's Widow de Christopher Coppola : Helsing
- 1990 : Green Card de Peter Weir : un invité à la réception

### Télévision
Séries
- 1959-1960 : Tales of the Vikings, saison unique, 30 épisodes : Firebeard
- 1962 : C'est arrivé à Sunrise (Bus Stop), saison unique, épisode 26 I Kiss Your Shadow de John Newland : Dr Barton
- 1962 : Les Incorruptibles (The Untouchables), saison 3, épisode 22 La Déchéance (Downfall) de Stuart Rosenberg : Henry Grunther
- 1962 : Échec et mat (Checkmate), saison 2, épisode 32 Will the Real Killer Please Stand Up? : Anton Szorny
- 1962 : Alfred Hitchcock présente (Alfred Hitchcock Presents), saison 7, épisode 35 The Children of Alda Nuova de Robert Florey : Siani
- 1963 : L'Homme à la carabine (The Rifleman), saison 5, épisode 26 Old Tony de Joseph H. Lewis : rôle-titre
- 1966-1981 : Haine et Passion (Guilding Light) : Dr Stephen Jackson

Téléfilms
- 1963 : Geliebt in Rom de Paul Verhoeven : Umberto
- 1965 : Im Schlaraffenland de Claus Peter Witt : James Louis Türckheim
- 1973 : Mr. Inside/Mr. Outside de William A. Graham : Luber
- 1985 : Brass de Corey Allen : Norman Steingarten
- 1985 : Stone Pillow de George Schaefer : M. Berman

## Pour compléter